# Trachydium roylei
Trachydium roylei är en flockblommig växtart som beskrevs av John Lindley. Trachydium roylei ingår i släktet Trachydium och familjen flockblommiga växter. Inga underarter finns listade i Catalogue of Life.